# Люмберці
Лю́мберці (рос. Люмберцы) — селище у складі Земетчинського району Пензенської області, Росія.
Населення — 6 осіб (2010; 5 у 2002).
Національний склад станом на 2002 рік:
- росіяни — 100 %